# Чальмерс, Томас
Томас Чальмерс (англ. Thomas Chalmers; 17 марта 1780, Энструтер, Файф — 31 мая 1847, Монинсайд) — британский шотландский религиозный деятель, учёный-богослов, профессор, экономист; деятель Шотландской церкви и лидер Свободной церкви Шотландии.

## Биография
С детства отличался большими способностями и уже в 11-летнем возрасте поступил в университет Сент-Эндрю, где сначала изучал математику, затем богословие. В январе 1799 года начал читать лекции по богословию в этом университете и получил право проповедовать там же. В мае 1803 года прослушал дополнительный курс по богословию в Эдинбургском университете, после чего стал помощником профессора математике в Сент-Эндрю и был рукоположён в проповедники маленькой общины Килмани. В это время активно читал лекции по математике и начал читать курс химии, что вызвало негативную реакцию его коллег-церковников и по причине чего он в 1805 году не смог занять должность профессора математики.
Тематика его проповедей также подвергалась критике, однако в 1815 году он всё же сумел занять место проповедника в Тронной церкви в Глазго, где вскоре получил общебританскую известность своими религиозными взглядами. На посту проповедника он также стремился к увеличению количества церквей и школ в его приходе и возрождению приходской экономики Шотландии, стал известен усилиями по организации общественного призрения бедных. В сентябре 1819 года стал проповедником в церкви и приходе св. Иоанна.
В 1823 году занял место профессора нравственной философии в университете Глазго, в ноябре 1828 года перешёл на кафедру богословия Эдинбургского университета. В 1834 году стал членом Королевского общества Эдинбурга, с 1835 по 1842 год был его вице-председателем, с 1835 года был также иностранным членом Института Франции и в том же году получил степень доктора богословия. В 1834 году возглавил евангелический отдел в Шотландской церкви и в качестве руководителя комитета по расширению церкви, которую занимал до 1841 года, предпринял несколько поездок по Шотландии, выступая с публичными обращениями и призывая к строительству новых церквей. В том же году, когда церковный синод высказался за усиление права патронов при замещении священнических должностей в ущерб избирательным правам общины, выступил с протестом против этого решения, возглавив лагерь «нонинтрузионистов» в церкви, и безуспешно отстаивал свою позицию в парламенте. Когда в январе 1843 года вопрос о «духовной независимости» получил окончательное отрицательное решение, Чальмерс 13 мая того же года объявил о выходе из Шотландской церкви и, имея достаточное количество сторонников, основал Свободную церковь Шотландии, став её лидером. В 1844 году он инициировал кампанию по сбору средств на строительство церковных зданий для новой организации, с 1846 года стал ректором Божественного зала Свободной церкви Шотландии. Скоропостижно скончался в 1847 году.

## Труды
Полное собрание трудов Чальмерса (34 тома) было издано в Лондоне в 1849 году; собрание избранных его сочинений в 12 томах вышло в 1854—1857 годах. Труды Чальмерса преимущественно апологетического характера; в них он стремился примирить христианство с наукой. Среди его сочинений на научные и общественные темы были работы о плодородии почвы, накоплении капитала, помощи бедным, нравственной философии, богословию. Главные работы: «The adoption of external nature to the moral and intellectual condition of man» (Эдинбург, 1839); «Treatise of political economy in connection with the moral prospects of society» (1832; защита с моральной точки зрения теории Мальтуса); «The civil and Christian economy of large towns» (1821); «Evidences of the Christian revelation» (новое издание — 1878). Важнейшим богословским трудом Чальмерса является трактат «Bridgewater Treatise» (1833, 2 тома). По собственной инициативе им была также написана статья о христианстве для Эдинбургской энциклопедии.